# Huata (distrito de Puno)
Huata é um distrito do Peru, departamento de Puno, localizada na província de Puno.

## Transporte
O distrito de Huata é servido pela seguinte rodovia:
- PU-120, que liga a cidade de Coata ao distrito de Juliaca
- PU-118, que liga a cidade  de Paucarcolla ao distrito de Capachica
- PE-3S, que liga o distrito de La Oroya à Ponte Desaguadero (Fronteira Bolívia-Peru) - e a rodovia boliviana Ruta 1 - no distrito de Desaguadero (Região de Puno)[1][2][3]